# Здравоохранение в Туркменистане
Здравоохранение в Туркменистане находится на невысоком уровне развития в связи с политикой, которую вёл первый президент республики Сапармурат Ниязов и последствия которой не были преодолены до конца. Утверждается, что во время президентства Ниязова, согласно докладам Amnesty International, Европейского центра здоровья переходных обществ и Лондонской школы гигиены и тропической медицины, была полностью разрушена система здравоохранения.

## Здравоохранение при Ниязове

### Статистические данные
Во время президентства Ниязова наблюдался серьёзный кризис здравоохранения: после распада СССР в 1991 году туркменское правительство провело радикальные сокращения в системе здравоохранения, запретив сбор и распространение информации, которая помогла бы помочь в борьбе против смертельно опасных заболеваний. Это привело к тому, что в 2002 году средняя продолжительность жизни снизилась до 62,7 лет, что было ниже на 16 лет по сравнению с аналогичным показателем Евросоюза и самым низким показателем среди стран Европы и Средней Азии.
Младенческая смертность в то время составляла 76 случаев на 1000 новорождённых. С 1991 по 2002 годы в Туркменистане произошёл бум наркомании: в 17 раз выросло употребление опиатов, а число наркоманов достигло 1% (они вводили наркотики в организм внутривенно). Более того, в стране выросли проституция: около 70% малолетних проституток принимали героин и заражались ВИЧ/СПИД.

### Массовые сокращения
4 марта 2004 года Ниязов распорядился уволить 15 тысяч медицинских работников среднего звена (фельдшеры, акушерки, медсёстры и санитарки), мотивировав это тем, что если на обучение врачей были потрачены большие государственные деньги, то врачи сами должны обеспечивать всё здравоохранение. Уволенных заменили призывники. В 2005 году им были упразднены абсолютно все сельские больницы в стране, что Ниязов объяснил тем, что все, кто болеют в провинции, должны лечиться в городах, а обращаться за экстренной медицинской помощью можно в военные части. Единственные больницы, доступные в стране, были только в Ашхабаде.

### Эпидемии
Решением Ниязова было запрещено любое упоминание в СМИ об инфекционных заболеваниях, включая холеру и СПИД: это решение было принято в 2004 году и носило характер секретных инструкций, переданных медицинским работникам. Считается, что летом 2004 года в связи с этим власти сокрыли информацию о бушевавшей в стране вспышке чумы. Вследствие этого правозащитники обвиняли Ниязова в попытке утаить статистические данные от общественности. Занимавший тогда пост министра здравоохранения Гурбангулы Бердымухамедов был не в состоянии воспрепятствовать подобным реформам.
Туркменское правительство официально отрицало распространение ВИЧ/СПИД, хотя правозащитниками фиксировался бум наркомании: международные организации заявляли о риске эпидемии. По их словам, рост употребления наркотиков мог быть связан либо с игнорированием властей наркокризиса, либо с их связями с наркоторговцами. Однако при Ниязове действовала Государственная служба по борьбе с наркотиками, деятельность которой оценивалась вполне высоко.

### Положительные шаги
Из положительных (созидательного характера) шагов, предпринятых Ниязовым, выделяются строительство современных медицинских центров в Ашхабаде, а также открыта 36-километровая «Тропа здоровья» вдоль гор Копет-даг: Ниязов обязал всех чиновников, членов парламента и министров совершать пробежки раз в год для укрепления здоровья и подачи хорошего примера молодёжи. Также он добился того, чтобы чистую воду горных рек страны использовали исключительно в качестве питьевой. Некоторыми распоряжениями также было запрещено только табакокурение во всех учреждениях и общественных местах (в том числе употребление насвая).
Занимавший пост министра здравоохранения Гурбангулы Бердымухамедов, по словам его современников, нередко наведывался в больницы и госпитали по ночам, лично проверяя, как идёт работа.

## При Бердымухамедове
Смерть Ниязова в 2006 году давала надежду на проведение демократических реформ, которые могли бы помочь преодолеть сложившийся кризис здравоохранения и информационную блокаду. Преемником стал министр здравоохранения Гурбангулы Бердымухамедов, на которого и возлагались основные надежды. В 2010 году им была проведена медицинская выставка последних достижений «Эпоха великого Возрождения Туркменистана и преобразования в системе здравоохранения – 2010», по случаю чего в Ашхабад прибыла директор Европейского регионального бюро ВОЗ Жужанна Якаб. В 2010 году сообщалось о строительстве или сдаче в эксплуатацию 20 медицинских учреждений по всей стране суммарной стоимостью около 0,5 млрд. долларов США.
Несмотря на заявления СМИ о прорыве в области развития здравоохранения, местные жители утверждали, что ситуация в целом за 4 года работы Бердымухамедова не изменилась — медицинскую технику приходилось закупать за границей без получения инструкций на туркменском или русском языках, а на повышение квалификации отправлялись только чиновники Минздрава, идеологически лояльные президенту. По словам членов организации «Врачи без границ», Бердымухамедов к 2010 году не отменил запрет на обсуждение инфекционных болезней. В настоящее время в Туркменистане наиболее распространёнными причинами смерти являются сердечно-сосудистые заболевания, рак и заболевания дыхательных путей. Этому способствуют плохое питание, загрязнение воды и атмосферы (особенно к северо-востоку около реки Амударья и Аральского моря). Наркоторговля считалась в 2007 году основным фактором, способствующим распространению ВИЧ/СПИД.
К 2016 году продолжительность жизни удалось поднять до 65 лет для мужчин и до 72 лет для женщин. В январе того года Бердымухамедов запретил полностью сбыт табачной продукции в стране: за нарушение закона грозил штраф в 6900 манат. При этом Атадурды Османов, начальник Государственной службы охраны безопасности здорового общества Туркменистана, 5 января 2016 года был уволен за то, что провалил кампанию по борьбе с табакокурением, и был понижен в звании.